# Skogsnäringen i Sverige

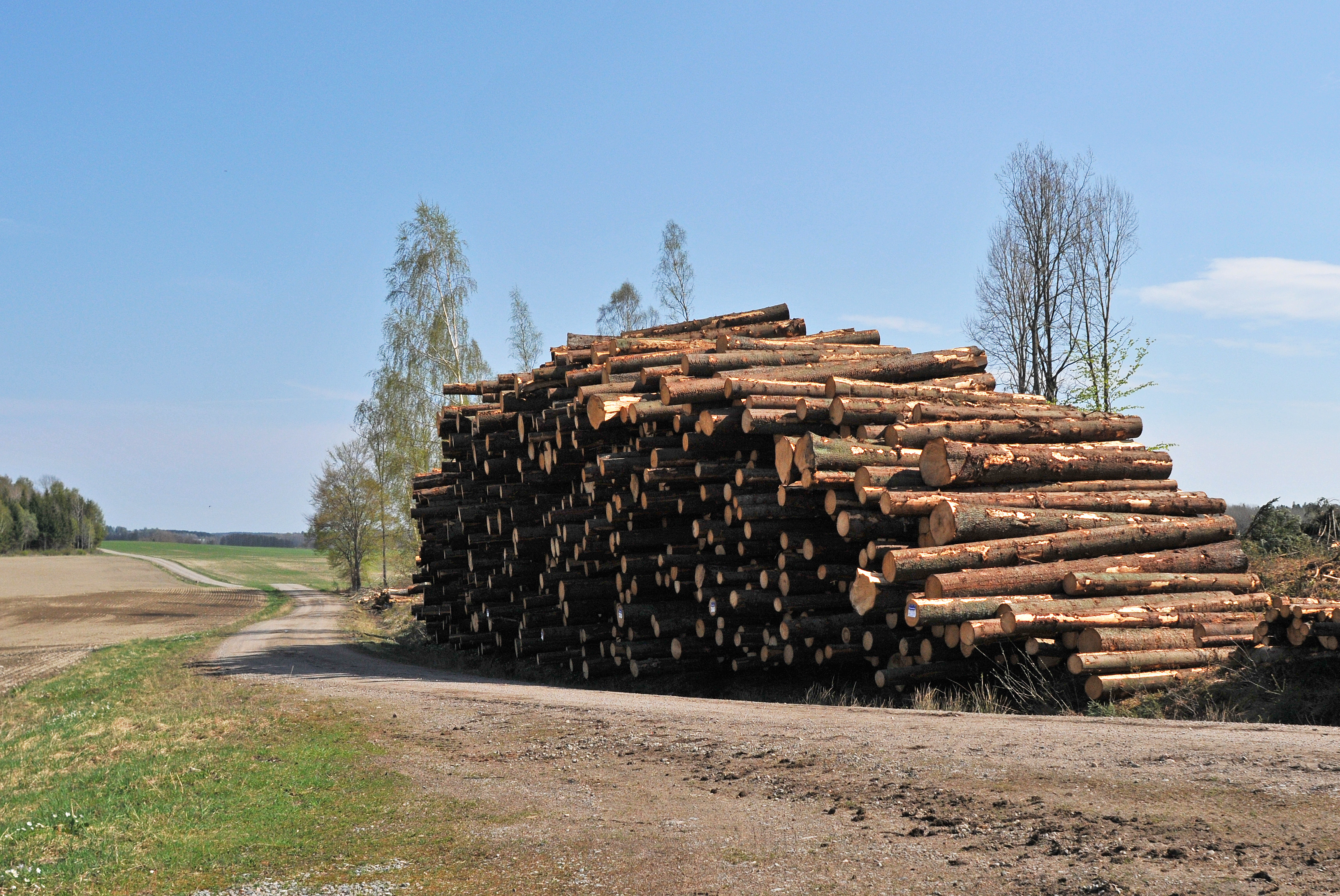
Timmervälta.

Skogsnäringen är en av Sveriges basindustrier. Sverige är världens näst största exportör av skogsprodukter som pappersmassa, papper och sågade trävaror. 70 procent av massa- och pappersexporten går till länder inom EU och av den sågade trävaruexporten 60 procent. En stor majoritet av papper, massa och träprodukter går på export. EU-länderna är till stor del beroende av svenska skogsindustriprodukter. Förutom traditionella produkter som massa, papper, hygienprodukter, förpackningar och trävaror är skogsnäringen även den största producenten och även konsumenten av biobränsle i Sverige. Biobränslen används inom industrin för produktion av el och värme till fjärrvärmenäten.
Genom långsiktig skötsel har skogsbruket både kunnat öka avverkningsvolymerna samtidigt som virkesvolymerna har ökat i Sveriges skogar och andelen skogsmark som är undantagen från skogsbruk har ökat.
Skogsstyrelsen står för kontroll och tillsyn av skogsvårdslagen och är den statistikförande myndigheten gällande svensk skog och skogsbruk.
Det svenska skogsbruket karakteriseras av ett starkt privat markägande, långt gången mekanisering av skogliga ingrepp med kortvirkesmetoden som drivningssystem och trakthyggesbruk som skogsskötselsystem. Idag är hela drivningskedjan, fällning, kvistning, aptering och transport mekaniserad. Dock är det manuella arbetet kvar och dominerar skogsvård som röjning och plantering.

## Struktur och uppbyggnad

### Sveriges skogar

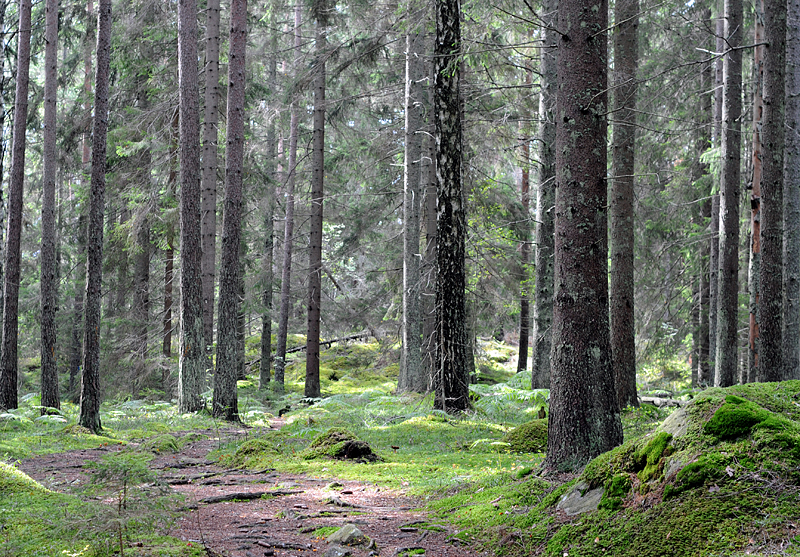
Likåldrig granskog i Södermanland.

Lite drygt hälften av Sveriges landareal, eller 28,3 miljoner hektar, utgörs av skogsmark enligt FAO:s definition av skog, vilket är den siffra man bör använda sig av vid internationella jämförelser. Inom det svenska skogsbruket brukar man tala om produktiv skogsmark, vilket innefattar skogsmark som producerar minst 1 skogskubikmeter (m³sk) per hektar och år. Enligt denna definition har Sverige 22,7 miljoner hektar.
Sverige ligger i det europeiska boreala skogsbältet, vilket innefattar en relativt artfattig skog med få trädslag. Sveriges vanligaste trädslag är gran med 41 procent av volymen, sedan tallen med 39,1 procent, följande björkarterna vårtbjörk och glasbjörk med en samlad volym på 12,7 procent, därtill sedan asp och ek med 1,5 procent respektive 1,4 procent, resten är övriga trädslag. Idag finns det mer lövträd både i relativa tal och i absoluta tal än i början av 1900-talet.
Genom långsiktig skötsel har skogsbruket kunnat öka avverkningsvolymerna samtidigt som virkesvolymerna har ökat i Sveriges skogar och andelen skogsmark som är undantagen från skogsbruk har ökat.

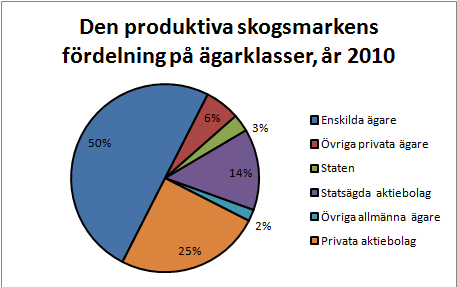
Den produktiva skogsmarkens fördelning på ägarklasser, år 2010

Av den svenska produktiva skogsmarksarealen äger enskilda ägare 50 procent av den produktiva skogsmarken, medan 25 procent ägs av privata aktiebolag, 14 procent av statsägda aktiebolag, 6 procent övriga privata ägare, staten 3 procent och 2 procent ägs av övriga allmänna ägare. Bland de privata aktiebolagen finns flera stora markägare, till exempel SCA, Bergvik Skog och Holmen, medan den enskilt största markägaren är Sveaskog med sitt innehav av cirka 14 procent av den produktiva svenska skogsmarken. En stor andel av den svenska skogen är certifierad enligt FSC och/eller PEFC.
| Ägare                    | Produktiv skogsmark, ha |  |
| ------------------------ | ----------------------- |  |
| Sveaskog AB              | 3 100 000               |  |
| SCA AB                   | 2 000 000               |  |
| Bergvik skog AB          | 1 900 000               |  |
| Holmen Skog AB           | 1 033 000               |  |
| Statens fastighetsverk   | 750 000                 |  |
| Svenska kyrkan (stiften) | 390 000                 |  |
| Fortifikationsverket     | 78 000                  |  |
| Persson Invest Skog AB   | 76 000                  |  |
| Boxholms skogar AB       | 32 000                  |  |

Andra aktörer utan stort eget markinnehav är de kooperativa skogsägarföreningarna såsom Södra Skogsägarna, Mellanskog, Norrskog och Norra Skogsägarna som dock har medlemmar knutna till sig med stort eget innehav, och bolagen Korsnäs och Stora Enso som sålde sina stora markinnehav till Bergvik Skog 2004.

### Certifiering
Praktiskt taget alla skogliga aktörer inom den direkta skogsvården är anknutna till skogscertifieringarna PEFC och/eller FSC.

### Virkesmätning
Idag finns det tre olika virkesmätningsföreningar med var sin geografiska indelning VMF Nord i norra Sverige, VMF Qbera i norr och Mellansverige och VMF Syd i södra Sverige.

### Utbildning och forskning

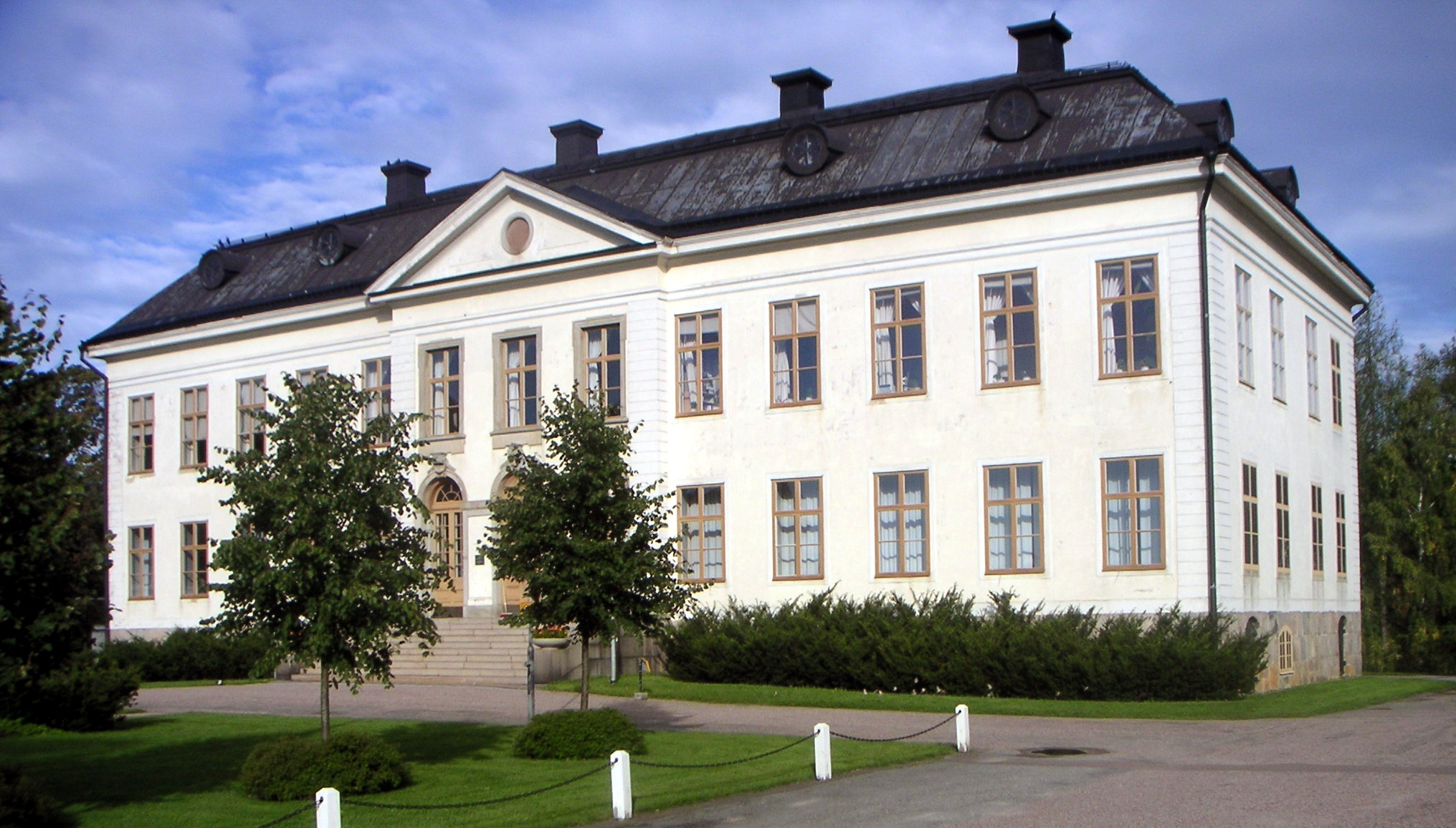
Skinnskattebergs herrgård där skogsmästarutbildningen bedrivits sedan 1945.

Den skogliga utbildningen i Sverige är på gymnasienivå ett naturbruksgymnasium. Där lär sig eleverna grunderna inom skogsbruk, och får lära sig praktiska motormanuella redskap samt att köra skogsmaskiner.
Den högre skogliga utbildningen är koncentrerad i en treårig skogsmästarutbildning på kandidatnivå eller en femårig utbildning till jägmästare vid skogsinstitutet, Sveriges lantbruksuniversitet. Skogstekniker examineras vid Gammelkroppa. Sedan några år finns även Skogs- och träprogrammet vid Linnéuniversitetet.
Den första organiserade skogsforskningen i Sverige föddes 1902 med den Forstliga försöksanstalten och idag delvis det som är Skogshögskolan.
Forskningen är koncentrerad till skogsfakulteten vid Sveriges lantbruksuniversitet, som har ansvar för skoglig forskning, utbildning, fortlöpande miljöanalys och samverkan/information om skoglig forskning och utbildning.
Tillämpad forskning och utveckling mer inriktad på skogsträdsförädling, driftsteknik och skoglig logistik. Andra viktiga forskningsområden är tillämpad natur- och miljövård, mark och vatten samt värdeskapande virkesutnyttjande är skogsnäringens gemensamma forskningsinstitut Skogforsk med bas i Uppsala, som finansieras av skogsnäringen och den svenska staten.

## Historik
Industriell användning av skogen har förekommit i Sverige sedan smältningen av sjö- och myrmalm började på 600–500-talen f.Kr. Under 1600-talet ökade bergsnäringens behov av virke dels för tillmakning i gruvorna och dels för framställning av träkol, och redan vid denna tid börjar en storskalig trävaruexport från vissa delar av landet. Tillmakningen upphörde på 1870-talet då man ersatte den med sprängning med dynamit, och träkolsbehovet minskade i takt med att importen av stenkol, men ända fram till 1950-talet utgjorde träkolsproduktionen en viktig del av skogsnäringen. I slutet av 1800-talet då trämassa började tillverkas av uppkomna massabruk ökade behovet av trä ur skogarna drastiskt.

### 1850–1914
Det var under denna period grunden lades för den moderna skogsindustrin. Många förutsättningar fanns för att en skogsindustri kunde byggas upp vid denna tid, och samtidigt fick Sverige förordningar om full näringsfrihet, fri banketablering som lade grunden till att försörja skogsindustrin med kapital. Passtvånget för inrikes resande över länsgränserna avskaffades, vilket var en förutsättning för att förse den arbetsintensiva skogsindustrin med rörlig arbetskraft.
De tekniska förutsättningarna för trä- och massaprodukter med ångkraftens intåg gjorde att industrier kunde byggas upp. Före 1840-talet hade sågverken mestadels varit ramsågar som drivits av vattenkraft av bönder som en binäring för avsalu. Flottningslederna byggdes ut kraftigt under denna period. De sammanlagda flottledernas längd var år 1860 100 mil, för att 35 år senare vara 2000 mil.
En internationell högkonjunktur och liberalisering av världsmarknaden borgade för god avsättning av skogsprodukter, varav Englands, som var en stor importör, övergång till frihandel orsakade en uppgång i exporten. Ett stort virkesförråd spelade naturligtvis roll och stora förändringar i markägandet i norr, se stycket baggböleri.
I det storskaliga skogsbruket i Norrland som inleddes omkring 1850 blev värmländska bruksägare läromästare. De hade lärt sig teknikerna i Norge och deltagit i tidiga avverkningar med export över Göteborg. Stora delar av skogsindustriarbetarna hämtades också från Värmland och andra mer sydligt belägna landskap. En speciell arbetartyp blev bolackarna, kringvandrande lösarbetare i olika bolags tjänst.
1890 kom stocksågen vilket krävde två man för att fälla ett träd. Innan hade yxan varit det dominerande trädfällningsredskapet. Mot slutet av 1800-talet kom enmans timmersvansar från Amerika. Barkspadar började fabriceras vid sekelskiftet och senast 1883 uppfanns timmersaxen.
Under perioden 1850–1900 skedde avverkningarna som dimensionsavverkningar utan hänsyn till återväxt och skogsvård. Resultaten av dessa avverkningar blev särskilt i norra Sverige stora områden med så kallade tras- och skräpskogar.
1869 kom en egen skogslag för Gotland vilket innebar en föryngringsplikt på hyggen. Tillsynen lades på kommunalnämnderna. Gotlandslagens syfte föll inte väl ut och då tillsynen genom kommunalnämnderna inte fungerade, vilket senare lade grund till att Skogsstyrelser inrättades med 1903 år skogslag.
Några år senare, 1874, antogs en annan regionalt gällande lag av riksdagen, dimensionslagen. Enligt denna lag förbjöds i kustlandet i Norrbotten avverkning av klenare virke, vilket 1882 även skulle gälla Västerbotten. Bakgrunden till detta var att man ville ge ett visst skydd till ungskogarna så de kunde växa till grövre dimensioner, och att den växande skogsindustrin började avverka klenare virke som råvara till massabruk och för tillverkning av sparrar och pitprops.

#### Bärnäring
Under 1800-talets andra hälft uppkom en bärnäring i Sydsverige då priserna för bär ökade. Ökningen berodde på att tyska bärköpare köpte upp bär vid järnvägsstationer. Detta blev möjligt tack vare bättre infrastruktur med järnvägsutbyggnad. Bärpriserna var så höga att en bärplockare ett gott bärår kunde tjäna tre gånger så mycket än som en daglönare vid ett jordbruk. Detta ledde till och med att hyggen togs upp i syfte att öka lingonskörden och i att allemansrätten ibland fick en annan innebörd så det på vissa håll förhöll sig så att hälften av skörden skulle ges till markägare och hälften kom i plockarens ägo. I riksdagen motionerade man fram ett förslag för en privatisering av bären, men på grund av krigsutbrottet och en havererad tysk lingonmarknad antogs inte förslaget. Från att ha startat i södra Sverige kröp bärnäringen uppåt i Sverige, men tog ett hastigt slut när första världskriget bröt ut.

#### Massaindustrin
Det fanns en stor efterfrågan på papper vid 1800-talet mitt och det fanns nu teknik att tillverka pappersmassa av träfibrer istället för som tidigare lump. Den första träslipmaskinen Öhnan, som slipade ner granved till cellulosafibrer byggdes i Trollhättan år 1857, fördelen med slipningen var att man fick ett stort utbyte av granfibrerna. Men den första kompletta cellulosafabriken importerades från England och monterades vid Helge å i Delary i Småland vilket med en liknande anläggning i Värmbol blev landets första kemiska massaindustrier.. Den tidiga massaindustrin hade ingen koppling till skogsnäringen utan kapital och entreprenörer kom från ingenjörer, kapitalstarka familjer och bruksnäringen, till skillnad från sågverksnäringen. Massaindustrin uppkom i södra Sverige och massaindustrin gjorde inte sitt intåg i den norra delen av Sverige förrän runt sekelskiftet. Och inte förrän runt 1910 började sågverksnäringen också bygga massaindustrier med förvärvat kapital från sågverken. Fem år senare var ändå 70 procent av massaindustriernas anläggningar lokaliserade i södra Sverige.
Den tidiga massa- och pappersindustrin var fokuserad på produktion av massa och inte på vidareförädling av massan till papper. Anledningen till detta var att exportländerna hade höga importtullar av papper för att skydda sin egen pappersproduktion. Så genom att istället exportera bara massan i stället för papper undkom man detta exporthinder. Endast runt 20-25 procent av den inhemska massan gick till pappersnäringen inom Sverige.
Med en massaindustri ökade även avsättningen för virke av mindre dimensioner intressant för avverkning, som tidigare varit för klent för att såga.

#### Baggböleri
Med baggböleri avses ursprungligen att olovligen avverka skog på kronans mark, senare att tillskansa sig virke med ohederliga metoder, för att idag i överförd betydelse även avse ohederliga affärsmetoder mot en underlägsen motpart.
Namnet kommer från orten Baggböle i Västerbotten där James Dickson & Co olovligen avverkat skog på kronomark till sin såg. Skogsbolagen började redan före 1850 avtala till sig avverkningsrätter på upp till 50 år av traktens bönder i Norrland. Avverkningsrätternas längd reglerades till maximalt 20 år 1889, och senare till de 5 år som gäller än idag. Köparna av virket kunde bättre bedöma virkets värde på kort och lång sikt, vilket gjorde att virkespriserna hölls nere. Avvittringen, som hade pågått sedan 1600-talet och inte var klar i Norrland under 1800-talet, möjliggjorde för bolag att köpa upp många hemman. Bolagen köpte stora arealer skogsmark i Norrland under denna tid, ibland med tvivelaktiga metoder, vilket ledde till att den norrländska förbudslagen, som förhindrade bolag att köpa fast egendom i norra Sverige, antogs i början av 1900-talet. Politiskt sågs uppköpen som ett hot mot jordbrukarnas ställning, eftersom bolagen vanligtvis arrenderade ut jordbruksmarken. Bonden kunde sålunda förlora sin kommunala rösträtt som då var knuten till fastighetsinnehav och inkomst. Man oroade sig även för att den nya klassen av arrenderande jordbrukare skulle sköta jordbruket sämre och inte passa in i lokalsamhället, utan orsaka en social oro i byarna i Norrland. Böndernas kunskap om skogens värde ökade dock, och fastighetsköpen ökade fastigheternas värde, och en försäljning av en avverkningsrätt eller hemman gav bonden kapital med högre avkastning än skogen för husbehov.

### 1900-talet

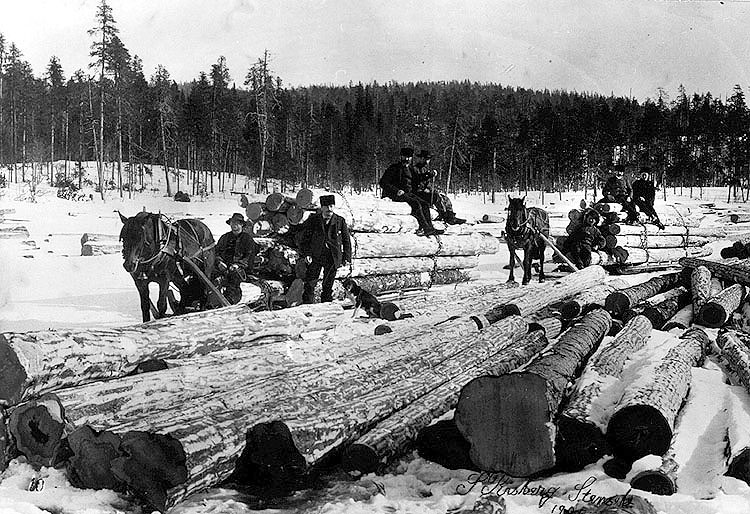
Stensele socken 1905. Timmer lossas på avlägg på is, varifrån timret sedan ska flottas iväg.

År 1903 antogs Sveriges första landsomfattande skogslag; innan lagen antogs saknades regleringar i brukandet av skogen som gällde hela landet. Lagen "Lag angående enskildes skogar 1903" togs i bruk 1905. Lagen innebar återväxtplikt och tillsynen av lagen skulle ske av självständiga skogsvårdsstyrelser vid rikets olika landsting. Lagen tillkom efter en lång process sedan 1850-talet att åstadkomma en lösning på problemet med där virkesförrådet i Sverige dalade och man befarade att i framtiden vara utan virke. Från att tidigare sett skogen som en ändlös resurs började man från olika håll inse att skogen som resurs måste säkras.
1912 bestämdes det att skogsvårdsstyrelsernas verksamhet skulle finansieras delvis av en skogsvårdsavgift. Skogsvårdsavgiften bestod av 1,3 procent av det avverkade virkets värde.

### 1950-talet
Olika former av blädning hade fram till denna period orsakat ett minskat virkesförråd och skogar med liten tillväxt och virkesförråd. Detta hade fram till 1950-talet lett till flera lagar. Och skogsbruket stod inför utmaningen att restaurera Sveriges skogar efter decennier av blädning och att mekanisera skogsbruket. Den skogliga forskningen hade lett fram till denna tiden en klarare bild om skoglig ekologi.
Herbicider hade använts sedan slutet av 1940-talet då de första försöken med herbicider inom skogsbruket gjordes. Man använde preparat med de aktiva medlem var de klorerade fenoxisyrorna 2,4-D och 2,4,5-T tillsammans med penetrerande medel för främst bekämpa lövsly vid föryngringar Ett av bekämpningsmedlen hette Hormoslyr 65 varav även andra medlen kom att kallas Hormoslyr.
Efter 1940-talets studier och försök så på 1951 var SCA först ut första flygbesprutningen av hormoslyr på skogsmark, då med helikopter. Tekniken med flygbesprutning tog från jordbruket som hade lång erfarenhet av flygbesprutning. Då kemisk lövbekämpning var kostade runt 25 procent av vad manuell röjning kostade blev den kemiska lövbekämpningen populär.
Skogsindustrin i södra Sverige utvecklades och skogsbilvägarna byggdes ut, arbetet blev mindre säsongsberoende och motorsågen kom till användning.
Tidigare var skogsarbeten okvalificerade arbeten, men på 1950-talet började krav på yrkesutbildningar ta form. Företag började anordna veckokurser. De moderna skogsbrukskolorna började bildas i slutet av 1950-talet.

### 1960-talet
Skogsstyrelsen föreskrifter gjorde att mätningsmetoderna av virke standardiserades på riksnivå och i slutet av årtiondet stod SDC för all virkesredovisning av mätningsstationerna. Flera mindre skogsägarföreningar och virkesmätarföreningar slås ihop. Skogsbrandbevakningen övergår från brandtornsbevakning till bevakning via flyg.

### 1970-talet
Skogsbruket befarade en framtida brist på virke, en "virkessvacka", varvid man och främst SCA i norra Sverige började föryngra med Pinus contorta i stor utsträckning, då contorta har en högre stamtillväxt än den inhemska tallen på samma ståndorter.
1970 förbjöds insekticiden DDT generellt i Sverige, som hade använts som skydd för planterade plantor mot snytbaggens skador på hyggen. Dock hade skogsbruket dispens för användning av DDT, då det saknades alternativa skydd mot snytbaggens skador på unga plantor. Dispensen motiverades med att skogsbruket använde små volymer och ingen arealmässig besprutning utan man använde redan behandlade plantor vid skogsplantering. Totalt rörde det sig så om små volymer DDT, men på grund av en inhemsk opinion så totalförbjöds DDT 1975, vilket ledde till att man i södra Sverige var tvungen att plantera om hälften av sina hyggen.
Giftnämnden införde ett temporärt förbud mot av fenoxisyror mot lövsly gällande 1971, något som lättades februari nästa år. Senare samma år så meddelande regeringen att man skulle utreda de kemiska preparaten och fram till utredningens förslag skulle ett förbud mot flygbesprutning över skogsmark, något förbud mot besprutning över jordbruksmark gällande samma medel fanns inte. Utredningen som var klar 1974 föreslog att förbudet skulle slopas så Naturvårdsverket gått igenom all internationell forskning gällande fenoxisyrorna och kommit till slutsatsen att flygbesprutning av skogsmark inte innebar någon nämnvärd risk. Varvid Riksdagen beslutade att tillåta flygbesprutning från och med 1 juli 1975. Vild debatt uppstod och miljöaktivister ockuperade skogsflygplatser och hindrade flygplan från att lyfta.

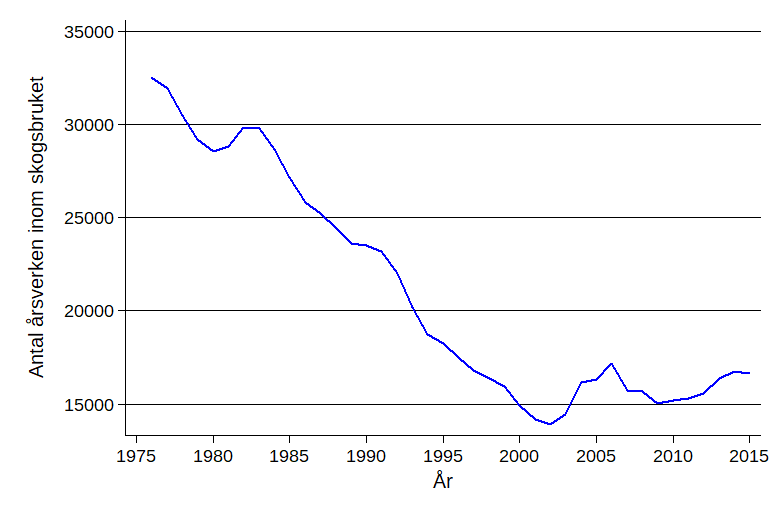
Antalet årsverken i skogsbruket i Sverige under åren 1975-2015.

1977 totalförbjöds 2,4,5-T och 1984 trädde de lag i kraft som, generellt förbjöd kemisk flygbesprutning över skogsmark, dock kunde skogsvårdsstyrelserna bevilja dispens, men där kommunerna hade vetorätt.

### 1980-talet
1984 trädde ädellövskogslagen i kraft och ersatte den tidigare bokskogslagen, syftet är det samma med skydd av ädellövskogar men innefattar förutom bok även fågelbär, ek, avenbok, lind, alm, ask och lönn. Lagen innebär ett förbud mot trädslagsbyten och kräver tillstånd av skogsvårdsstyrelsen för slutavverkningar.

#### Rädsla för skogsdöd
Under 1980-talet blev det uppmärksamhet kring skogsdöd till följd av ändrat pH-värde på grund av surt regn från industriutsläpp, vilket fick allmänheten att tro att skogarna höll på att dö. Ursprunget var skador på silvergran i västtyskland.. Dock kunde man i slutet av decenniet konstatera att skogstillväxten hade ökat och det inte var någon risk för skogsdöd.

### 1990-talet
En ny skogsvårdslag, skogsvårdslagen 1993 trädde i kraft och ersatte skogsvårdslagen från 1979. Lagen är avsevärt mindre produktionsinriktad och öppnar upp för en bredare användning skogen, t.ex. avskaffades både röjningsplikten och kravet på att ha en skogsbruksplan.
1997 startades FSC Sverige vilket är ett frivilligt certifieringsorgan som skall bidra till ett hållbart skogsbruk, med avseende på miljö, sociala och ekonomiska faktorer.

### 2000-talet

#### Stormen Gudrun
Stormen Gudrun drog fram över södra Sverige natten mellan lördagen och söndagen den 8 och 9 januari 2005. 5 personer dog i stormen, och 10 personer i efterföljande upparbetningsarbete. Man har även kunnat koppla flera självmord till stormen och dess verkningar.
Stormen fällde skog i främst i Götaland men också i Svealand, varav totalt ca 75 miljoner m3sk, vilket nästan motsvarar den volym virke som avverkas över hela Sverige under 1 år vid samma tid eller i Götaland under 3 år. Av den stormfällda skogen var en majoritet grandominerad skog. Ägarstrukturen av fastigheter i södra Sverige är uppbyggd av många privata ägare med små fastigheter, varav en majoritet av det stormfällda virket var på småbrukares fastigheter. Det var en extrem situation och det svenska skogsbrukets största logistiska utmaning i dess historia.
Ur skogsbrukets perspektiv krävdes en massiv mobilisering av drivningsresurser för upparbetning av den stormfällda skogen för att inte förlora värden i storleksskadan 25 miljarder kronor och skador av efterföljande insektshärjningar. Mobiliseringen kunde skedde med hjälp av inhemska drivningsresurser men även rekryterades arbetskraft från utland, till exempel finska maskinlag som på grund av en finsk pappersstrejk stod stilla och var tillgängliga. Personal rekryterades även från Tyskland, Norge och de baltiska länderna. Tack vare mobiliseringen kunde man vid 2005 slut redovisa att man hade upparbetat en stor andel av virket (51,5 miljoner m³sk). Vidare kunde man i efterhand se att drivningskostnaderna ökade med ca 50 procent och att grot-uttag i stort sett upphörde på grund av bristen på maskinresurser.
Den stora mängden virke krävde även stora insatser i transportledet, och även här kom lastbilar och förare från Tyskland, Norge, Finland och de baltiska staterna. Från att transporterna av rundvirke innan stormen i huvudsak hade skett med lastbilar, så förändrades transportsätten med en utbyggd båt- och järnvägshantering av virke i södra Sverige, något som även bestod efter stormen.
Virkesmätningsföreningen VMF Syd fick ändra sitt arbetssätt för att hantera de stora volymerna som behövdes mätas in. Personal fick anställas, och stora volymer massaved mättes vid bilväg som normalt mäts vid industrin och sågtimmer som annars  där varje enskild stock mäts av en digital mätram vid industrin fick istället travmätas.

### 2010-talet

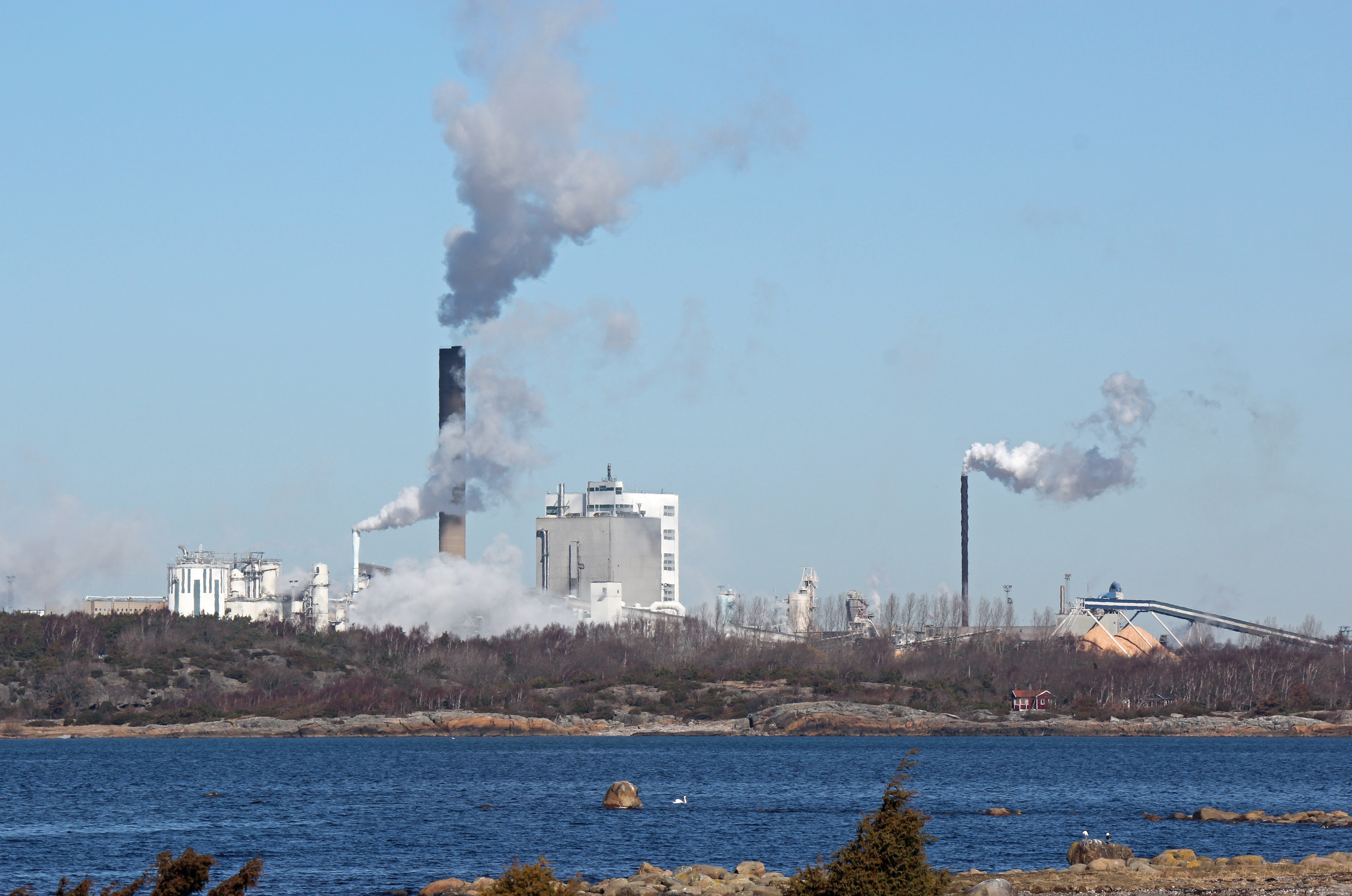
Värö bruk, Södra Cells sulfatmassabruk i Varbergs kommun.

2010 introducerades Conniflex på marknaden; ett giftfritt insektsskydd för täckrotsplantor utvecklad genom ett samarbete mellan Sveaskog och Svenska skogsplantor. Det har tidigare funnits flera olika skydd mot snytbaggen, men ingen har fungerat tillräcklig bra eller så har de varit för dyra. Skyddet i sig består av sand och ett lim som appliceras som ett skyddande lager på plantan, och förhindrar att snytbaggen gnager sönder plantans bark. Att åstadkomma ett giftfritt plantskydd har varit ett problem för skogsbruket ända sedan DDT förbjöds på 1970-talet.

## Skogsteknik
Med skogsteknik i denna artikel avses den teknik och de metoder som används för att bedriva skogsvårdsåtgärder, virkesdrivning, inventering, och transport av virke. Dominerande idag är vid slutavverkningar och gallringar kortvirkesmetoden med skördare och skotare, föryngring mer med plantering med antingen täckrotsplantor eller barrotsplantor, naturlig föryngring eller maskinell sådd.

### 1950-talet
Skogstekniken under 1950-talet karakteriseras av både hästdragna virkestransporter och motordrivna transporter av virke med så kallade halvbandare, det vill säga sexhjuliga traktorer med band på de bakre hjulparen. Hydrauldrivna kranar introducerades på maskiner för lastningsarbeten, likaså ramstyrning, till exempel Lotta som dock var för tung.
Under 1950-talet introducerade Söderhamns Verkstäder AB barkningsmaskinen Cambio, som effektiviserade barkningsprocessen, men trots det barkades det mesta av virket fortfarande manuellt med barkjärn. År 1957 presenterades BM Bamse, en helbandad sexhjulig traktor med vinsch. Den anses vara den första moderna skandinaviska skogsmaskinen.

### 1960-talet

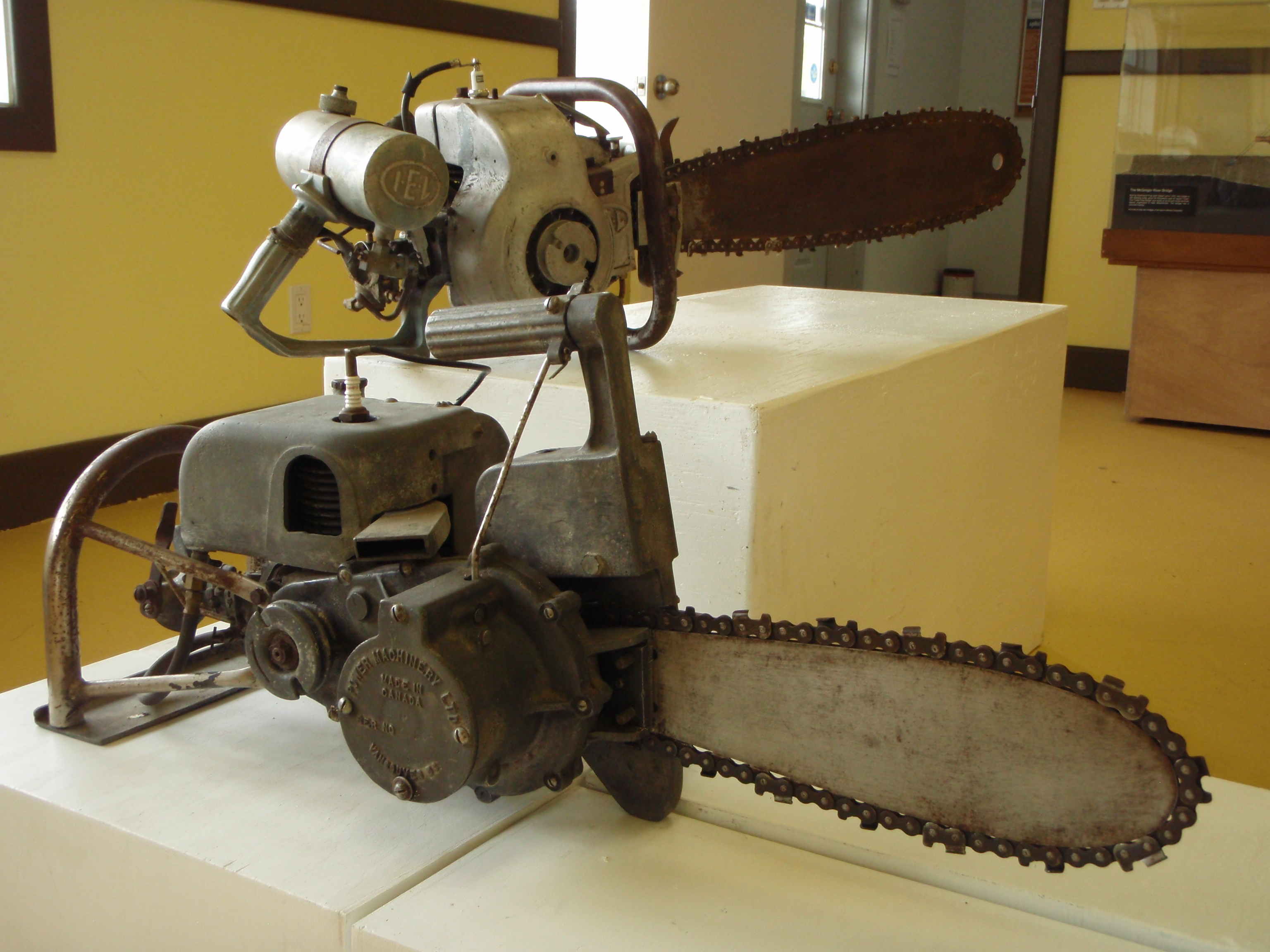
Äldre motorsågar.

I början av 1960-talet konstruerade Lars Bruun kanske den första moderna skotaren, Bruun Brunett. Med traktordelen baserad på en BM 350 Boxer och en lastbärare med ramstyrning, stora hjul för hög markfrigång och en hydraulisk vikarmskran för lastning från HIAB, blev den en försäljningsframgång delvis tack vare hög driftsäkerhet, vilket var ett problem för skogsmaskiner vid denna tid. Vid denna tid kvistades det mesta av virket manuellt med motorsåg. Omfattande användning med dåtidens motorsågar orsakade olika arbetsskador, bland annat belastningsskador på ryggen och vibrationsskador på blodkärlen i skogsarbetarens händer. Dödsolyckorna ökade också kraftigt under 60-talet i och med dåtidens motorsågar inte var konstruerade ut säkerhetsaspekt. men arbetaren åtnjöt samtidigt en tryggare anställning än tidigare. Lars Bruun konstruerade under andra hälften av 1960-talet Sveriges första processor, Bruunett-processorn. En maskin utrustad med en lång kran med griptång, som lastade fällda träd och i ett processoraggregat som både kvistade och apterade, vilket reducerade skogsarbetarens manuella moment med kvistning.
Ända in på 1960-talet sköttes apteringen av en tummare, en virkesmätare som skulle syna ut för huggaren var någonstans denne skulle kapa stammen.
Under 1960-talet kunde en avverkning innefatta många olika maskiner, till exempel barkningsmaskiner, hjullastare, kvistare och processorer. Även helstamsmetoden, med lunning som avverkningsform, var vanlig under 1960-talet. Då SCA:s skogsdirektör Folke von Heideken efter besök på världsskogskongressen i Seattle 1960 köpte in två Garret Tree Farmer följande år och introducerade den mekaniserade lunningen..
Mekaniseringen av skogsbruket hade konkurrerat ut hästen som arbetsredskap vid slutet av detta årtionde. Och i slutet av decenniet hade barkningsprocessen helt förflyttats från skogen till industrin. I och med att mer maskiner  kom och då krävde kompetens att hantera skogsmaskiner och motorsågar ökade statusen för skogsarbetarna.

### 1970-talet
I början av 1970-talet var hästens såväl som lantbrukstraktorns roll i skogsbruket borta, komforten i maskinerna ökade med luftkonditionering, och hydraulisk upphängning av förarhytten på till exempel ÖSA 670 som rätar upp hytten lodrätt oavsett marklutning. Antalet fällare-läggare ökade kraftigt. ÖSA utvecklade relästyrd aptering på sina processorer för lönsammare aptering. Helmekanisering av kortvirkesmetoden med ett tvåmaskinssystem lanserades i och med att ÖSA tillverkade en tvågrepskördare som hade en skotare för virkestransporten. Skotaren fick sin grundkonstruktion med sex eller åtta hjul, ramstyrning, och hydraulisk kran, och är i grunden oförändrad än idag och helstamsmetoden med lunnare var på nedgång.
Trenden mot stora maskiner som orsakade körskador i terrängen och en sämre opinion för trakthyggesbruk och även en vilja att mekanisera gallringarna för att utnyttja mer gallringsvirke så utvecklades mindre maskiner som kan köra mellan trädstammarna, som till exempel Mini Bruunett en ren gallringsskotare. Gripprocessorn Skogsjan utvecklades i slutet som istället för föregående processorer har hade alla funktioner, kvistning, aptering och sorterade virket i högar med kranspetsen.
Självstyrande arbetslag utvecklas som håller kedjan från planering till produktionsuppföljning.
Mekaniserad stubbskörd för säkrad råvara till massaproduktion skedde i slutet 1970-talet fram till slutet av 1980-talet. Det skedde i regionen kring Mackmyra och Mackmyra Sulfit AB, dock hade man problem med inblandningen av mineraljord i stubbarna.

### 1980-talet
Insekticider baserade på permetrin mot snytbaggen introducerades i början av 1980-talet, men har till skillnad från DDT en varaktighet på skogsplantan upp till ett år, jämfört med tidigare DDT som hade upp emot två år.

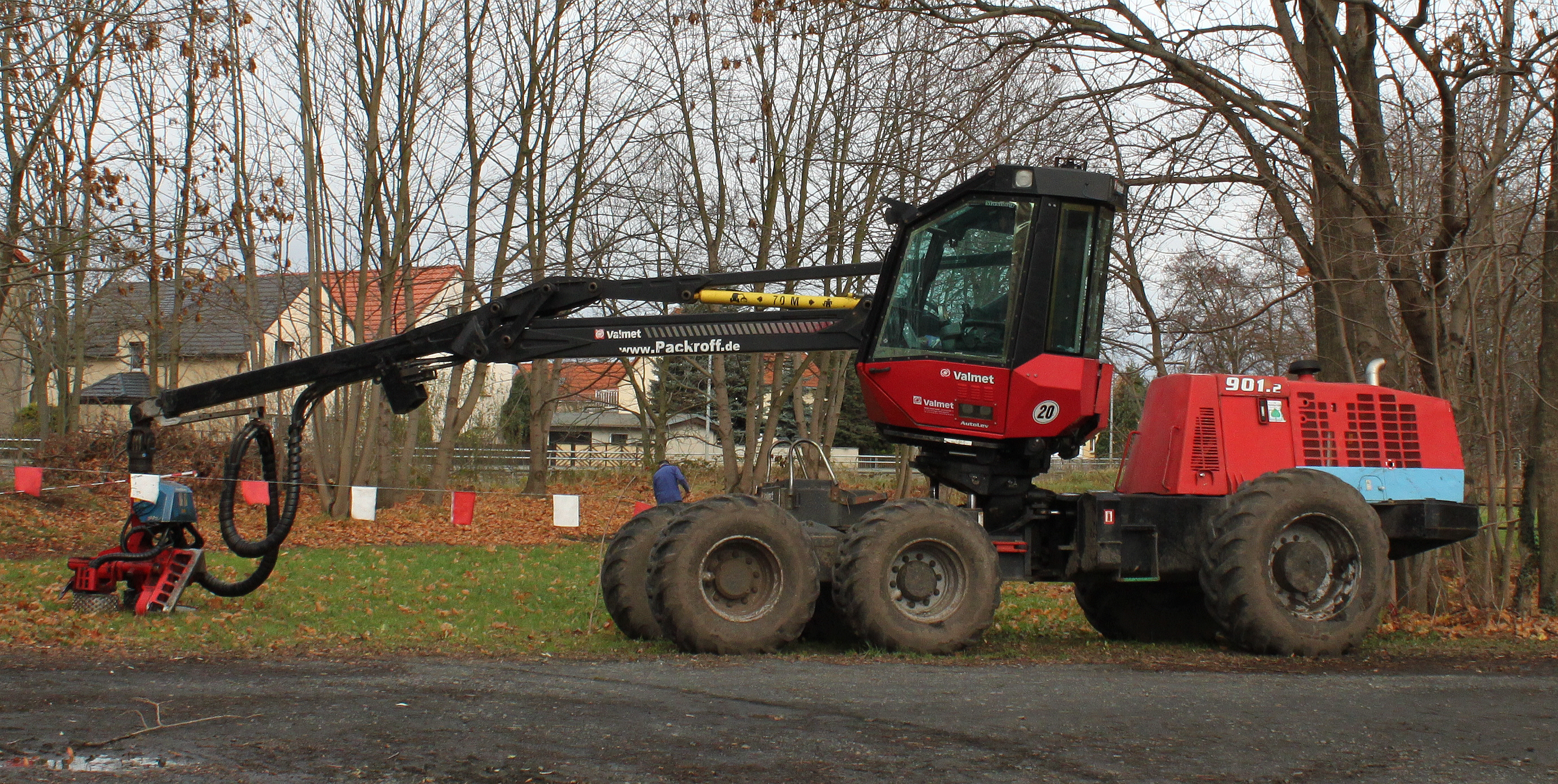
Skördare Valmet 901

Småländska företaget SP-Maskiner konstruerade 1980 det första svenska skördaraggregatet, i början med ett klippdon sedermera med en kedjesåg. År 1984 lanserade Valmet sin 901-skördare som kan vara den första serietillverkade engreppsskördaren. Systemet med engreppsskördare och skotare är fortfarande det ohotade systemet för uttag av rundvirke. I och med att man nu kunde både fälla, kvista och aptera med kranspetsen var tvågreppsskördarnas tid ute. Det utvecklades små stickvägsgående skördare vilket ökade rotnettot och minskade drivningskostnaderna i gallringar.
Med nya mikroprocessorer som tålde vibrationer och större dataprocessorkapacitet kunde man i mitten av 1980-talet volymbestämma stammarna och inte som tidigare bara mäta längden. Värdeapteringen slog igenom med den nya mätningsautomatiken. Stora värden sparades på att man nu kunde kapa stammarna optimalt och få ut största möjliga värde ut varje enskild stam.
I fällaggregaten utvecklades stubbehandlingsdon för medel som förhindrar att sporer som orsaker rotröta får fäste på stubben.
Fem planteringsmaskiner Silva Nova kom i drift i mitten av 80-talet. Det blev dock ingen större framgång, och trots andra kranspetsmonterade planteringsaggregat i efterföljande decennier så är den manuella planteringen med planteringsrör, planteringsborr och hacka den härskande planteringsmetoden.

### 1990-talet
Utvecklingen av skotare och engreppskördarna fortsatte, dock skedde utvecklingen av skogsmaskinerna i mätutrustning, ergonomi, datorisering av hydraulik och möjligheter att ställa in individuella förarinställningar. Utvecklingen skedde kanske mer på andra håll i skogsbruket än den just drivningsmekaniska aspekten.

### 2000-talet
Ett ökat energipris och en utbyggd infrastruktur av värmeverk och kraftvärmeverk och även många bestånd som varit oröjda i och med röjningsplikten avskaffades med den nya skogsvårdslagen 1993, borgade för en utveckling av flerträdshantering i bestånd med många men klena stammar. Flerträdshanteringen skulle då göra gallringarna effektivare. Teknik och arbetsmetoder för flerträdshantering utvecklades, varav vanliga skördaraggregat utrustas med fångsarmar, eller aggregat med en roterade kedjeförsedd klinga som Bracke C16 för helträdsuttag, eller klippande aggregat.
El-forest AB har utvecklat två modeller av skotare Elforest B12 och Elforest F15 skotare utrustats med hybridteknik där en dieseldriven generator producerar elektricitet till elmotorer för framdrivningen. Vinsterna med el-hybridtekniken  är en minskad dieselförbrukning och därmed en miljövinst av minskat fossila beroende och koldioxidutsläpp, och minskade drivmedelskostnaderna för maskinägaren.

#### Drivare
Drivare lanserades i början av millenniet av Valmet den första moderna drivaren för kortvirkesmetoden, Valmet 801 Combi, dock lade Valmet ner sin produktion 2007. Drivaren är ett enmaskinssystem där samma maskin både fäller, kvistar, apterar och transporterar ut virket till avlägg i samma arbetsgång. Den ursprungliga tanken med Valmets modell var arbete i gallring, men senare visade det sig att den fungerade bättre i slutavverkningar. Pinox 828 var även en annan drivare som också lade ner sin produktion under decenniet.

#### Besten
Besten lanserades på 2000-talet ett annat system som skulle kunna konkurrera med skotare och skördare systemet, Besten-systemet. Besten systemet består av en förarlös skördare, själva maskinen benämnd som Besten, som fjärrstyrs av en, två eller fler så kallade "kurirer" som är skotare med vridbara lastbärare, varifrån Besten fjärrstyrs av kurirerna och direktlastar virket på kurirernas lastbärare. Svagheten ligger i att om beroende på skogens grovlek och transportavståndet till avlägg måste vara optimalt för inga maskinstillestånd skall uppstå. Eftersom en Bestenskördare ska betjäna två skotare undviks väntetid först när skördaren är nästan dubbelt så snabb som skotare. Till exempel är avståndet långt så får skördaren vänta på kurirerna och är avståndet istället kort så kan en kurir få vänta beroende på att skördaren är upptagen med den ena skördaren.